# アルキメデス
アルキメデス（希: Ἀρχιμήδης、英語: Archimedes、前287年? - 前212年）は、古代ギリシアの数学者、物理学者、技術者、発明家、天文学者。古典古代における第一級の科学者という評価を得ている。

## 生涯

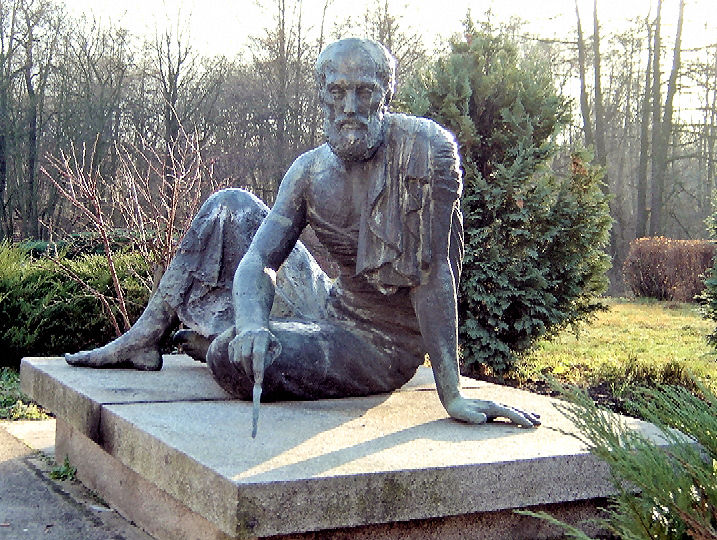
ベルリンのアルヒェンホルト天文台にあるアルキメデスのブロンズ像。ゲルハルト・ゲルダ作、1972年公開

アルキメデスの生涯は、彼の死後長い年月が過ぎてから古代ローマの歴史家たちによって記録されたため、判然としない部分が多い。友人のヘラクレイデスが、彼の伝記を書き残したといわれるが、散佚したため断片しか伝わっていない。
しかし、没年については例外的に正確にわかっている。これは、彼がローマ軍のシラクサ攻囲戦の中で死亡したことが、故事の記述からわかっているからである。彼の生年は分かっていないため、没年から逆算して求められたものである。

### 誕生
アルキメデスは紀元前287年頃、マグナ・グラエキアの自治植民都市であるシケリア（シチリア）島のシラクサで生まれた。この生年は、ビサンチン時代のギリシアの歴史家イオニアス・セツィスが主張した、アルキメデスは満75歳で没したという意見から導かれている。
『砂の計算』の中でアルキメデスは、父親を無名の天文学者「ペイディアス (Phidias)」と告げている。プルタルコスは著書『対比列伝』にて、シラクサを統治していたヒエロン2世の縁者だったと記している。

### 生涯
アルキメデスは、サモスのコノンやエラトステネスがいたエジプトのアレクサンドリアで学問を修めた可能性がある。アルキメデスはサモスのコノンを友人と呼び、『幾何学理論』（アルキメデスの無限小）や『牛の問題』には、エラトステネスに宛てた序文がある。
シラクサ攻囲を記したポリュビオスの『普遍史』には、70年前のアルキメデスの死が記されており、これはプルタルコスやティトゥス・リウィウスが引用している。この書では、アルキメデス個人についても若干触れ、街を防衛するために彼が武器を製作したことも言及している。

### 死亡

球と、外接する円柱との体積および表面積の比は、いずれも2対3。アルキメデスの墓標はこの球と円柱の形で作られた。

アルキメデスは紀元前212年、第二次ポエニ戦争でローマの将軍マルクス・クラウディウス・マルケッルスがシラクサを占領した時に死亡した。
アルキメデスの評判を知っていたマルケッルスは、彼には危害を加えないよう命令を出したが、自宅にローマ兵が入ってきた時、アルキメデスは図形を描いた砂盤の上にかがみ、何か考えこんでいた。アルキメデスの家とは知らないローマ兵が名前を聞いたが、没頭していた彼が無視したので、兵士は腹を立てて彼を殺したという。
アルキメデス最期の言葉は「私の円をこわすな！（Noli turbare circulos meos!）」とされる。マルケッルスは命令に反してアルキメデスが殺されたことに苦しんだと伝わる。
アルキメデスの墓は、彼自身が好んだ数学的証明を題材に選ばれ、同じ径と高さを持つ球と円筒のデザインがなされたと伝わっていた。彼が亡くなってから137年後の紀元前75年、ローマの雄弁家マルクス・トゥッリウス・キケロがクァエストルとしてシチリアに勤めていた頃、アルキメデスの墓について聞いた。場所は伝わっていなかったが、彼は探した末にシラクサのAgrigentine門の近く、低木が繁る省みられない場所に墓を見つけ出した。キケロが墓を清掃させたところ、彫刻がはっきり分かるようになり、詩を含む碑文も見出せるようになった。

## 発見と発明

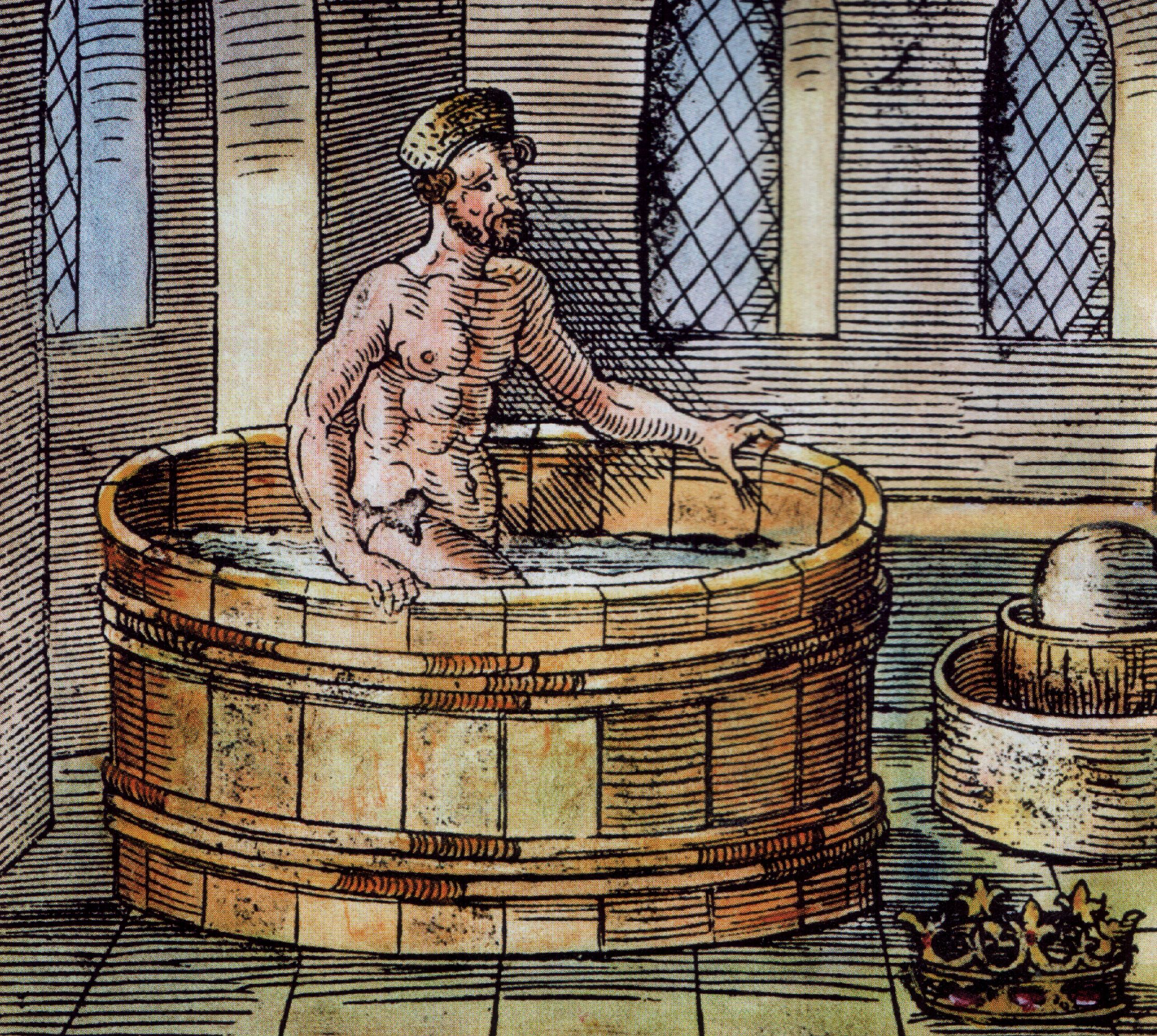
風呂場で「アルキメデスの原理」を考えつく

アルキメデスは浮力の原理を用いて黄金の王冠が純金よりも密度が低いか否か判断したと言われる。

### 黄金の王冠
最も広く知られたアルキメデスのエピソードは、「アルキメデスの原理」を思いついた経緯である。ヒエロン2世は金細工職人に金塊を渡して、神殿に奉納するための誓いの王冠を作らせることにした。しかし王冠が納品された後、ヒエロン王は金細工師が金を盗み、その重量分の銀(鉛を混ぜたとする資料もある)を混ぜてごまかしたのではないかと疑いだした。
もし金細工師が金を盗み、金より軽い銀で混ぜ物をしていれば、王冠の重さは同じでも、体積はもとの金地金より大きい。しかし体積を再確認するには王冠をいったん溶かし、体積を計算できる単純な立方体にしなくてはならなかった。困った王はアルキメデスを呼んで、王冠を壊さずに体積を測る方法を訊いた。アルキメデスもすぐには答えられず、いったん家に帰って考えることにした。
何日か悩んでいたアルキメデスはある日、風呂に入ることにした。浴槽に入ると水面が高くなり、水が縁からあふれ出した。これを見たアルキメデスは、王冠を水槽に沈めれば、同じ体積分だけ水面が上昇することに気がついた。王冠の体積と等しい、増えた水の体積を測れば、つまり王冠の体積を測ることができる。このことに気がついたアルキメデスは、服を着るのを忘れて表にとびだし「ヘウレーカ(εὕρηκα!)、ヘウレーカ！(わかった！ わかったぞ！）」と叫びながら、裸のままで通りをかけだした。確認作業の結果、王冠に銀を混ぜた不正が確かめられ、金細工師は死刑にされた。
この黄金の冠の話は、伝わっているアルキメデスの著作には見られず、アルキメデスが没してから約200年後、ウィトルウィウスが著した文献『デ・アーキテクチュラ』に記述されているエピソードである。さらに、比重が大きい金の体積をこの方法で調べようとしても、水位変動が小さいため測定誤差を無視できないという疑問も提示されている。
実際には、アルキメデスは自身が論述『浮体の原理』で主張した、今日アルキメデスの原理と呼ばれる流体静力学上の原理を用いて解決したのではと考えられる。この原理は、物質を流体に浸した際、それは押し退ける流体の重量と等しい浮力を得ることを主張する。この事実を利用し、天秤の一端に吊るした冠と釣り合う質量の金をもう一端に吊し、冠と金を水中に浸ける。もし冠に混ぜ物があって比重が低いと体積は大きくなり、押し退ける水の量が多くなるため冠は金よりも浮力が大きくなるので、空中で釣り合いのとれていた天秤は冠側を上に傾くことになる。ガリレオ・ガリレイもアルキメデスはこの浮力を用いる方法を考え付いていたと推測している。

### アルキメディアン・スクリュー

アルキメディアン・スクリューは効率的な揚水に威力を発揮する。

工学分野におけるアルキメデスの業績には、彼の生誕地であるシラクサに関連する。ギリシア人著述家のアテナイオスが残した記録によると、ヒエロン2世はアルキメデスに観光、運輸、そして海戦用の巨大な船「シュラコシア号」 の設計を依頼したという。
シュラコシア号は古代ギリシア・ローマ時代を通じて建造された最大の船で、アテナイオスによれば搭乗員数600、船内に庭園やギュムナシオン、さらには女神アプロディーテーの神殿まで備えていた。この規模の船になると浸水も無視できなくなるため、アルキメデスはアルキメディアン・スクリューと名づけられた装置を考案し、溜まった水を掻き出す工夫を施した。
これは、円筒の内部にらせん状の板を設けた構造で、これを回転させると低い位置にある水を汲み上げ、上に持ち上げることができる。アルキメディアン・スクリューは、ねじ構造を初めて機械に使用した例として知られている。
ウィトルウィウスは、この機構はバビロンの空中庭園を灌漑するためにも使われたと伝える。現代では、このスクリューは液体だけでなく石炭の粒など固体を搬送する手段にも応用されている。

### アルキメデスのクレーン

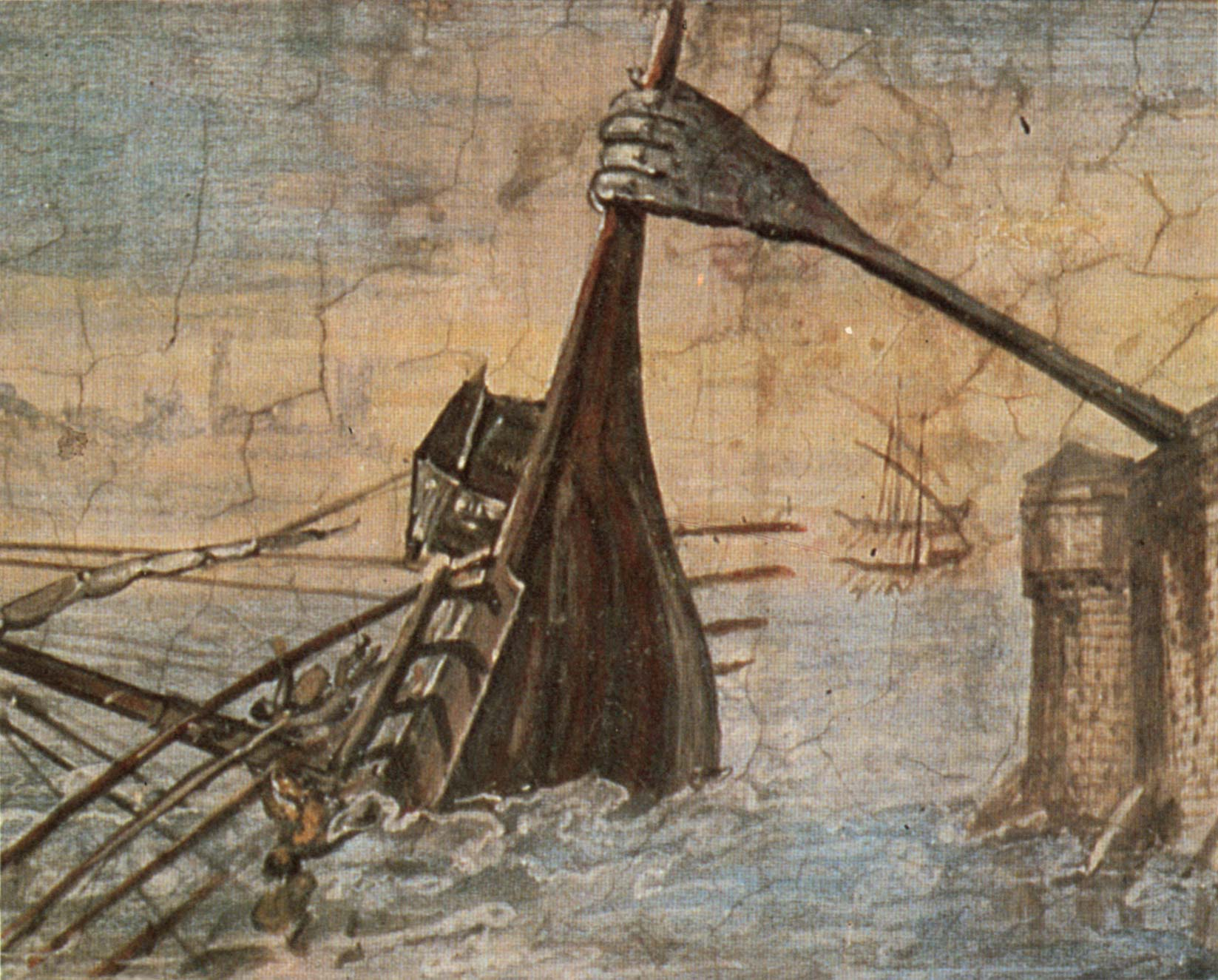

アルキメデスのクレーンとは、当時の重要拠点であったシラクサ防衛のために設計された兵器の一種である。
「シップ・シェイカー」(the ship shaker) とも呼ばれるこの装置は、クレーン状の腕部の先に吊るされた金属製の鉤爪を持つ構造で、この鉤爪を近づいた敵船に引っ掛けて腕部を持ち上げることで船を傾けて転覆させるものである。
2005年、ドキュメント番組『Superweapons of the Ancient World』でこれが製作され、実際に役に立つか検証してみたところ、クレーンは見事に機能した。

アルキメデスは海岸に複数の鏡を並べて放物面反射器として太陽光線を集め、シラクサを攻撃する洋上の船に火災を起こしたという説がある。

### 「アルキメデスの熱光線」は嘘か真実か
2世紀の著述家ルキアノスは、紀元前214年-紀元前212年のシラクサ包囲の際にアルキメデスが敵船に火災を起こして撃退したという説話を記している。数世紀後、トラレスのアンテミオスはアルキメデスの兵器とは太陽熱取りレンズだったと叙述した。これは太陽光線をレンズで集め、焦点を敵艦に合わせて火災を起こしていたもので「アルキメデスの熱光線」と呼ばれたという。
このようなアルキメデスの兵器についての言及は、その事実関係がルネサンス以降に議論された。ルネ・デカルトは否定的立場を取ったが、当時の科学者たちはアルキメデスの時代に実現可能な手法で検証を試みた。その結果、念入りに磨かれた青銅や銅の盾を鏡の代用とすると太陽光線を標的の船に集めることができた。これは、太陽炉と同様に放物面反射器の原理を利用したものと考えられた。1973年にギリシアの科学者イオアニス・サッカスがアテネ郊外のスカラガマス海軍基地で実験を行った。縦5フィート（約1.5ｍ）横3フィート（約1メートル）の銅で皮膜された鏡70枚を用意し、約160フィート（約50m）先のローマ軍艦に見立てたベニヤ板製の実物大模型に太陽光を集めたところ、数秒で船は炎上した。ただし、模型にはタールが塗られていたため、実際よりも燃えやすかった可能性は否定できない。
2005年10月、マサチューセッツ工科大学 (MIT) の学生グループは一辺1フィート（約30cm）の四角い鏡127枚を用意し、木製の模型船に100フィート（約30m）先から太陽光を集中させる実験を行った。やがて斑点状の発火が見られたが、空が曇り出したために10分間の照射を続けたが船は燃えなかった。しかし、この結果から気象条件が揃えばこの手段は兵器として成り立つと結論づけられた。MITは同様な実験をテレビ番組『怪しい伝説』と協同しサンフランシスコで木製の漁船を標的に行われ、少々の黒こげとわずかな炎を発生させた。しかし、シラクサは東岸で海に面しているため、効果的に太陽光を反射させる時間は朝方に限られてしまう点、同じ火災を起こす目的ならば実験を行った程度の距離では火矢やカタパルトで射出する太矢の方が効果的という点も指摘された。

### その他
てこについて記述した古い例は、アリストテレスの流れを汲む逍遙学派やアルキタスに見られるが、アルキメデスは『平面の釣合について』において、てこの原理を説明している。4世紀のエジプトの数学者パップスは、アルキメデスの言葉「私に支点を与えよ。そうすれば地球を動かしてみせよう。（希: δῶς μοι πᾶ στῶ καὶ τὰν γᾶν κινάσω）」を引用して伝えた。プルタルコスは、船員が非常に重い荷物を運べるようにするためにアルキメデスがブロックと滑車機構をどのように設計したかを述べた。また、アルキメデスは第一次ポエニ戦争の際にカタパルトの出力や精度を高める工夫や、オドメーター（距離計）も発明した。オドメーターは歯車機構を持つ荷車で、決まった距離を走る毎に球を箱に落として知らせる構造を持っていた。
マルクス・トゥッリウス・キケロは対話篇『国家論』にて紀元前129年にあった逸話を採録している。紀元前212年にシラクサを占領した将軍マルクス・クラウディウス・マルケッルスは、2台の機器をローマに持ち帰った。これは、太陽と月そして5惑星の運行を模倣する天文学用機器であり、キケロはタレスやエウドクソスが設計した同様の機器にも触れている。問答では、マルケッルスは独自のルートを経由しシラクサから持ち帰って1台を手元に留め、もう1台はローマの美徳の神殿 （ヴィルトゥースの神殿、Temple of Virtue） に寄贈した。キケロは、マルケッルスの機器についてガイウス・スルピキウス・ガッルスがルキウス・フリウス・ピルスに説明する下りを残している。
Hanc sphaeram Gallus cum moveret, fiebat ut soli luna totidem conversionibus in aere illo quot diebus in ipso caelo succederet, ex quo et in caelo sphaera solis fieret eadem illa defectio, et incideret luna tum in eam metam quae esset umbra terrae, cum sol e regione. 
訳：ガルスが球を動かすと、天空に見立てた青銅製の装置上で何度も回転が起り、月が太陽を追った。そして月と太陽が一直線に並ぶところでは月の影が地球に落ち、日食が再現された。
これはまさにプラネタリウムか太陽系儀の説明である。アレクサンドリアのパップスは、現代では失われたアルキメデスの原稿『On Sphere-Making』でこれら機器の設計について触れていると述べた。近年、アンティキティラ島の機械やギリシア・ローマの古典時代に同じ目的で製作された機械類の研究が行われている。これらは、以前はオーパーツ視されていたが、1902年に発見されたアンティキティラ島の機械を通じて、古代ギリシア時代には機構の重要部分に当たる差動装置の技術は充分に実用可能な域に達していたと確認された。

## 数学
アルキメデスはまた数学の分野にも大きな貢献を残した。級数を放物線の面積、円周率の計算に用いた他、代数螺旋の定義、回転面の体積の求め方や、大数の記数法も考案している。彼が物理学にもたらした革新は流体静力学の基礎となり、静力学の考察はてこの本質を説明した。

アルキメデスは取り尽くし法を駆使して円周率を求めた。

アルキメデスは、現代で言う積分法と同じ手法で無限小を利用していた。背理法を用いる彼の証明では、解が存在するある範囲を限定することで任意の精度で解を得ることができた。これは取り尽くし法の名で知られ、円周率π(パイ)の近似値を求める際に用いられた。アルキメデスは、ひとつの円に対し外接する正多角形と、円に内接する正多角形を想定した。この2つの正多角形は辺の数を増やせば増やす程、円そのものに近似してゆく。アルキメデスは正96角形を用いて円周率を試算し、ふたつの正多角形からこれは31⁄7（約3.1429）と310⁄71（約3.1408）の間にあるという結果を得た。また彼は、円の面積は半径でつくる正方形に円周率を乗じた値に等しいことを証明した。『球と円柱について』では、任意の2つの[[実数]]について、一方の実数を何度か足し合わせる（ある自然数を掛ける）と、必ずもうひとつの実数を上回ることを示し、これは実数におけるアルキメデスの性質と呼ばれる。
『円周の測定』にてアルキメデスは3の平方根を265⁄153（約1.7320261）と1351⁄780（約1.7320512）の間と導いた。実際の3の平方根は約1.7320508であり、これは非常に正確な見積もりだったが、アルキメデスはこの結果を導く方法を記していない。ジョン・ウォリスは、アルキメデスは結論だけを示し、後世に対して方法をそこから引き出させようとしたのではと考察している。
球の体積は無限小・積分を用いることで公式を発見した。また球の表面積は無限小・積分・カヴァリエリの原理を用いることで公式を同じ高さの円柱の側面の表面積と等しいことを示した。

アルキメデスの立証では、上図にある直線で区切られた放物線の面積は、下図にある内接する三角形の面積の4/3倍に等しくなる。

『放物線の求積法』でアルキメデスは、放物線が直線で切られた部分の面積が、放物線と直線の交点と直線と平行な接線が接触する3点を頂点とする三角形の面積の4⁄3倍になることを証明した。これは、無限級数と公比を用いる。最初の三角形の面積を1とし、この三角形の2辺を割線とし、放物線の隙間に同様な手段で2つの新しい三角形を想定すると、この面積の和は1/4となる。これを無数に繰り返して放物線の切片を取り尽くすと、面積は、
{\displaystyle \sum _{n=0}^{\infty }4^{-n}=1+4^{-1}+4^{-2}+4^{-3}+\cdots ={4 \over 3}.\;}
となる。
『砂の計算』では、アルキメデスは宇宙空間を砂ですべて充填するとした時、果たして何粒が必要かという試算に挑んだ。ジェーロ王（ヒエロン2世の息子）を始めそのような数は無限と言える膨大なものとしか捉えられない中、アルキメデスはミリアド（希: μυριάς）という古代ギリシアで10,000を表す単位を元に大数単位を設定し、最終的に宇宙を埋める砂の数は 1063（1000那由他）を超えないと結論づけた。
また、ゼロの対極にある無限集合の概念に、到達していたらしいという新しい資料が発見されている。

## 発明家としての評価
彼は革新的な機械設計にも秀で、攻城兵器や彼の名を冠したアルキメディアン・スクリューなどでも知られる。また、数々の武器を考案したことでも知られ、シラクサの戦いにおいて、てこを利用した投石機を用いて敵の海軍を打ち破った。
ギリシア的学問は純粋に論理を展開することに美しさを見出して重視し、実利的・営利的な技術などの知識はむしろ軽蔑された。プルタルコスは『対比列伝』（「英雄伝」）にて、「彼（アルキメデス）は純粋なる思索にすべての愛情と大望を注ぎ、俗な実用的応用を論及したことは皆無だと言い切れる」と記したと書いた。（ただしソクラテスのように実利性があれば必要だとしても実利性ない学問は意味がないとする哲学者もいた。）
この2つの側面を併せ持つアルキメデスは、数学に限らずこの時代の学者としては異例な存在だった。しかし、この矛盾する2つの側面をアルキメデスは共存させながら、ピタゴラス的な数の概念とは大きく異なる「天文学的数字」を『砂の計算』で想定したり、現代の積分法に繋がる方法で面積を求めつつエウドクソスの方法で証明しなおしたりと、自己内に相克を見せた。だが、このような論理と技術の鬩ぎ合いは特に近代ヨーロッパ以降で表面化した数学の現象であり、それが数学を進歩させた原動力となった。アルキメデスが生きた時代にはこのような矛盾を孕んだ発展は望むべくも無く、彼以後のギリシア数学は形骸化した権威に沈んだ。

## その他

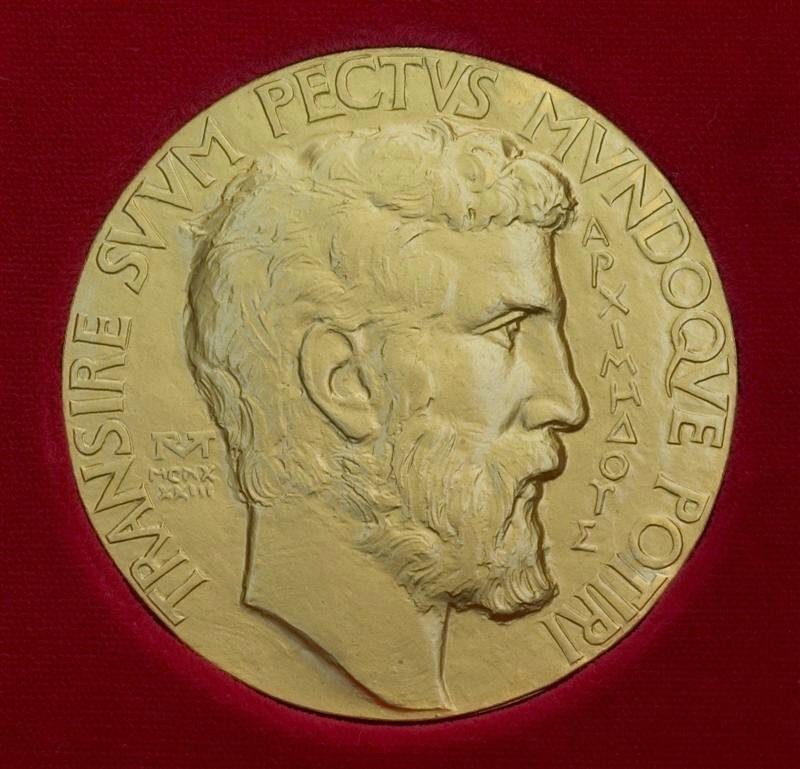
フィールズ・メダル

月の北緯25.3°西経4.6°には、アルキメデスの名を冠したクレーター「アルキメデス」があり、小惑星「アルキメデス」も彼の名に由来する。
フィールズ・メダルはアルキメデスの横顔を意匠とし、その周囲にはラテン語で彼の言葉「羅: Transire suum pectus mundoque potiri」（Rise above oneself and grasp the world）が刻銘に使われている。そして裏面には、彼がその関係を発見した球と円柱が描かれている。アルキメデスの肖像は切手にも用いられ、スペイン（1963年）、ニカラグア（1971年）、ドイツ民主共和国（1973年）、サンマリノ（1982年）、ギリシア（1983年）、イタリア（1983年）と多くの国で使われた。

## 著作
アルキメデスの数学に関する記述は古代においてほとんど知られていなかった。アルキメデスの著述は古代シラクサで使われたギリシア語のドーリス方言であった。ただし彼の著作はエウクレイデスのもの同様に原典は伝わっておらず、7つの論文は他者の参照などから判明しているに止まる。アルキメデスは存命中アレクサンドリアの数学者たちと交流を持っていた事も手伝い、この地ではアルキメデスの論説を引用した例があり、パップスは多面体の考察を通じてアルキメデスの失われた著作『On Sphere-Making』や他の思索に触れ、アレクサンドリアのテオンは屈折に関する言及の中でやはり失われた『Catoptrica』（反射光学）を参考にしている。
東ローマ帝国の建築家ミレトスのイシドロス（530年頃）はアルキメデスの著作を蒐集し、6世紀にアスカロンのエウトキオスが注釈を加えて世に知らしめた。その後、アルキメデスの仕事はサービト・イブン・クッラ（836年 – 901年）がアラビア語へ、クレモナのジェラルド（1114年 – 1187年）がラテン語へ翻訳した。ルネサンス期には1544年にヨハン・ヘルヴァーゲンが、ギリシア語とラテン語でアルキメデスの仕事を含む「最初の校訂版 (Editio Princeps)」をバーゼルで発刊した。多くの科学者にインスピレーションを提供する役目を持ち、1586年頃ガリレオ・ガリレイは、アルキメデスの仕事にヒントを得て空気と水で金属の重量を計測する天秤を開発した。

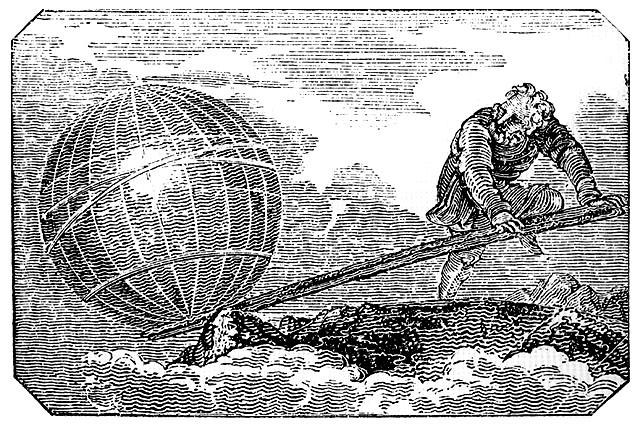
アルキメデスは「私に支点を与えよ。そうすれば地球を動かしてみせよう」と豪語し、てこの原理を端的に言い表したという。

### 残存している研究
『平面の釣合について』（2巻）(Περὶ ἐπιπέδων ἱσορροπιῶν)
本書では、第1巻で7つの公理に基づく15の提議、第2巻で10の提議が示されている。この研究でアルキメデスはてこの原理であるトルクについて説明し、「大きさは、質量と相互的に比例した距離に均衡する」と述べた。
また、三角形、平行四辺形、放物線など多くの幾何学図形の面積と重心を求める法則を用いた。
『円周の測定』または『円の計測』 (Κύκλου μέτρησις)
本書では、サモスのコノンの元で学ぶペルーシオンのドシセオス(Dositheus of Pelusium) との通信という形式を取り、3つの短い提議が示されている。2つ目の提議では、円周率は223⁄71と22⁄7の間にあることを示し、特に後ろの分数は中世そして現代に至るまで円周率の近似値として用いられている。
『螺旋について』 (Περὶ ἑλίκων)
本書における28の提議もまたドシセオスに宛てたものであり、アルキメデスのらせん（代数螺旋）についての定義を示す。これは、一定の角速度で回転しながら定速度で遠ざかる点の軌跡について述べられ、これは極座標系 (r, θ)において 実数 a と bを用いる以下の等式で説明される。
{\displaystyle \,r=a+b\theta }
これは、ギリシア数学において動く点の軌跡がつくる曲線に対する考察の初期の例に当たる。
『球と円柱について』(Περὶ σφαίρας καὶ κυλίνδρου)
これもドシセオス宛ての形式を取り、アルキメデスは彼自身が最も誇る帰結である球とそれに外接する同じ半径 rの円筒の間にある関係を述べている。両者の体積はそれぞれ、球が4⁄3πr3、円筒が2πr3となり、表面積はそれぞれ球が4πr2、円筒が上下の平面を含み6πr2となる。この結果から、球の体積と表面積は常に円筒の2⁄3になる。
『円錐と球体について』または『円錐状体と球状体について』 (Περὶ κωνοειδέων καὶ σϕαιοειδέων, On Conoids and Spheroids)
本書にはドシセオスに向けた32の提議があり、この中でアルキメデスは円錐、球、放物線を切り取った際の、断面の面積や体積を計算する方法を示している。
『浮体の原理』（2巻） (Περὶ τῶν ἐπιπλεόντων σωμάτων)
第1巻では、アルキメデスは流体が重心のまわりに集まって球状で均衡する様を説明した。これは、地球が丸いというエラトステネスなど当時のギリシア天文学者らの説明を理論化する目的があった可能性がある。ただし彼はあらゆる物質が球体を成す落下点を想定しており、物質自らの重力によって集まるような状況は想定していない。
第2巻では、彼は放物線の切片が均衡する状態を計算しており、そのうちいくつかは氷山のように下部は水中にありながら上部が水上に出ているものを扱っており、これは船体を想定したものとみなされる。そして、浮力についてのアルキメデスの原理が考察され、以下のように述べられている。
Any body wholly or partially immersed in a fluid experiences an upthrust equal to, but opposite in sense to, the weight of the fluid displaced.
訳：どのような物体であっても全体、または一部が液体に浸かっているとき、その物体が置き換えた体積と同じだけの液体が持つ質量と同じだけの力が、方向を逆にして、物体を押し上げる。
『放物線の求積』 (Τετραγωνισμὸς παραβολῆς)
本書もドシセオスへ24の提議を行う通信形式で、アルキメデスは放物線を直線で区切った部分の面積が、直線と平行な線を接線とする点と2つの交点でつくる三角形の面積の4⁄3倍になることを証明した。これは比1⁄4のTemplate:等比級数を用いて求められた。
『ストマッキオン』または『アルキメデスの小筥』(Στομάχιον, Ὀστομάχιον)
これはタングラムに近い切断パズルであり、後にアルキメデス・パリンプセストとして詳しく説明された。本書にてアルキメデスは、正方形に組み立てられる14個のピースの形状を示した。これを研究していたスタンフォード大学博士のリヴィエル・ネッツは2003年に、アルキメデスはこの14個のピースを用いて正方形を組み立てる際に、果たして何通りの組み合わせがあるかを問題にしていたと発表し、それは17,152通りあると見込んだ。ただし、回転や反射など対称となるものを除くとそれは536通りとなる。このパズルは、組合せ数学の初歩的な例に当たる。
このパズルの名称「ストマッキオン」ははっきり判っていないが、古代ギリシア語で喉もしくは食道を意味する希: στόμαχοςが語源と推測される。アウソニウスはこれを、骨（希: ὀστέον、osteon）と戦闘（希: μάχη、machē）の合成語「Ostomachion」だと言った。「ストマッキオン」は別名にて「Loculus of Archimedes or Archimedes' Box」（アルキメデスの小筥）とも呼ばれる。
『牛の問題』 (Archimedes' cattle problem)
この原稿は1773年にドイツのヴォルフェンビュッテルにあるヘルツォーク・アウグスト図書館で、ゴットホルト・エフライム・レッシングが発見した、エラトステネスとアレクサンドリアの数学者に宛てた44行の詩の形式で纏められている。アルキメデスは太陽神ヘーリオスが持つ牛の群れが果たして何頭なのか、ディオファントス方程式の整数解を求める問題として提示した。この設問は1880年にA. Amthorが初めて解き、その数は7.760271×10206544という非常に大きなものとなった。
『砂の計算』または『砂の計算者』 (Ψαμμίτης)
この本はアルキメデスが天文学について述べた、確認されている唯一の資料である。この著作でアルキメデスは宇宙空間を埋め尽くすのに、何個の砂粒が必要かという計算に挑んでいる。当時のギリシャ人は、宇宙は地球を中心にした有限の球（天球）であると考えていたので、「宇宙の大きさ」は太陽や月までの距離の計算と同じく、仮想ではない現実的な設問であった。当時のギリシャ数字ではミリアド（万）より大きい数字表記がなく、1億（1万の1万倍）までしか数えられなかったので、アルキメデスは自分で大きな数を表記する方法を考案し、必要な砂粒の個数は1051 を超えないと計算した。本著の序文でアルキメデスは天文学者である父「フィディアス (Phidias)」について触れている。
『方法』または『方法論』 (Περὶ μηχανικῶν θεωρημάτων πρὸς Ἐρατοσθένη ἔφοδος)
本書は、1906年に発見されたアルキメデス・パリンプセストによって存在が知られ、アルキメデスが得た数学的帰結に至る、知られていなかった洞察の過程についての情報を得ることができた。ここでは無限小を用いて、どのように面を無数の小片に分けて面積や量を求めるかという方法を示した。ただし、彼自身はこの方法が厳密さに欠けた箇所があると考えた模様で、結論を得るために取り尽くし法を考案したと思われる。本書は『牛の問題』同様、アレクサンドリアのエラトステネスに宛てたものとして書かれている。

### アルキメデス・パリンプセスト

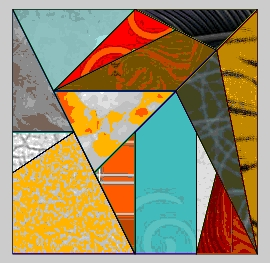
ストマッキオンは、『アルキメデス・パリンプセスト』の中で見つかったシルエットパズルである。

最も近年発見されたアルキメデスの著作は『アルキメデス・パリンプセスト』である。1906年、デンマーク人の教授ヨハン・ルーズヴィー・ハイベアがコンスタンティノープルで1229年に完成した174ページの山羊皮紙の祈りの書を調査した際、それがパリンプセスト（一度書かれた文字のインクを削るなどの方法で消し、別な文字を上書きされたもの）であることを発見した。調査の結果、山羊皮紙にかつて書かれていた文章は、それまで知られていなかったアルキメデスの提議を10世紀に写したものと判明した。数百年コンスタンティノープルの修道院図書館に所蔵されていたこのパリンプセストは1920年代に民間へ売りに出され、1998年10月29日にはニューヨークのクリスティーズで競売に掛けられ、匿名の落札者が200万ドルで入手した。
その後、落札者は写本の情報をデータ化するため素粒子物理学者など多様な解読の協力者を集め解読プロジェクトを始めた。彼らは画像を撮るため、本の背の糊を取り除き解体し、礼拝時にろうそくを使用したため付着したろうも取り除き、断片を元の場所にあてがった。そしてさまざまに波長を変えた光を紙にあて画像を合成し、金箔でおおわれている部分については蛍光X線分析を行いインクに含まれる鉄成分の分布を調べた。
このパリンプセストは、唯一のオリジナルであるギリシア語で書かれた『浮体の原理』を含む7つの論文が写されていた。ここには、既に失われてしまったスーダ辞典を参照した『方法』についての唯一の情報があり、『ストマッキオン』も以前には発見されていなかった切断パズルがより完成度が高い解説つきで見つかった。他の4つは『平面の釣合について』『螺旋について』『円周の測定』『球と円柱について』である。合わせてヒュペレイデスの演説やアリストテレスの文章の注釈書も発見された。このパリンプセストは現在メリーランド州ボルチモアのウォルターズ美術館に保管され、隠された文字の全貌を明かそうと、紫外線やX線照射など先端技術を用いた研究が行われている。

### 未確認の著作
円の性質について15の提議が書かれたアルキメデスの『補助定理集』(Book of LemmasまたはLiber Assumptorum) は、アラビア語で書かれた写しが知られている。古典学者のT.L.ヒースとマーシャル・クラーゲットは、現在確認できるこれらの書がアルキメデスの著作をそのまま伝えているとは考えにくいと主張し、他の人物が引用しながら変更されたものだと述べた。そして、この元になった考察はアルキメデスの初期の著述であり、これは失われていると述べた。
また、三角形の面積を求めるヘロンの公式もアルキメデスの発案に源泉があるとも唱えられた。しかし、この公式について信頼に足る証拠は1世紀にアレクサンドリアのヘロンが提唱したものしか無い。

## 日本語訳
- 『アルキメデス方法』 佐藤徹訳・解説、東海大学出版会〈東海大学古典叢書〉、1990年。ISBN 4486011023
- 「球と円柱について 第1巻」 佐藤徹訳・訳注 『科学の名著9』 朝日出版社、1981年。ISBN 425581029X
- 「アルキメデスの科学」 三田博雄訳 『世界の名著9』 中央公論社、1972年。

## アルキメデスを描いた作品
マンガ
- 『ヘウレーカ』岩明均

テレビ番組
- 『哲学者サッカー』 - ギリシア哲学者チームと、ドイツ近代哲学者チームが、サッカーの試合をするというコメディ。哲学者たちは思索にふけって全く試合にならないのだが、突然アルキメデスが「Eureka」と叫んで走り出し、ソクラテスとともに得点をあげるという筋立て。